# Ecionemia corticata
Ecionemia corticata är en svampdjursart som först beskrevs av Carter 1879.  Ecionemia corticata ingår i släktet Ecionemia och familjen Ancorinidae. Inga underarter finns listade i Catalogue of Life.